# Elicura iniqua
Elicura iniqua är en insektsart som först beskrevs av Luisa Eugenia Navas 1919.  Elicura iniqua ingår i släktet Elicura och familjen myrlejonsländor. Inga underarter finns listade i Catalogue of Life.